# برلمان ماليزيا
برلمان ماليزيا (بالإنجليزية: Parliament of Malaysia)‏ هو الهيئة التشريعية في ماليزيا، يتكون من المجلس الأعلى مجلس الشيوخ الماليزي
الذي يضم 70 مقعداً، والمجلس الأدنى المسمى ديوان الرعية الذي يضم 222 مقعداً.